# Delia (festividad)
Las delias (en griego antiguo: Δήλια, romanizado: Dēlia) era una festividad que se celebraba en la isla de Delos en honor a Apolo Delio. El festival se celebraba anualmente, y en el calendario ático probablemente se celebraba el sexto día del mes de targelión, cerca del actual mes de mayo-junio. Cada cuatro años, el festival se celebraba con mayor frecuencia, probablemente el sexto o séptimo día del mes, cuando incluía un festival.
El festival de Delia fue fundado en la mitología griega por Teseo, aunque a veces se presentaba como incluso más antiguo. Delos era considerada la cuna de Apolo, y Apolo era el ancestro divino de todos los jonios (en griego antiguo: θεὸς πατρῷος, romanizado: theos patrōos). La isla era el centro de la Anfictionía délfica asociada con el mantenimiento del santuario de Apolo ubicado allí. Delia era un festival muy antiguo, como lo evidencian los Himnow Homéricowa Apolo. Los días 6 y 7 del mes de targelión se celebraban como los cumpleaños de Apolo y su hermana Artemisa.
En el festival de Delia, los miembros de la Anfictionía délfica se reunían en Delos con sus esposas e hijos. Al menos el gran festival de Delia incluía competiciones musicales y atléticas, además de cantos corales y danzas. Delegaciones de toda Grecia acudían al festival. Durante el festival, los propios delios oficiaban de cocineros para sus invitados, razón por la cual se les llamaba «Eleoditas» (polytonic, Ἐλεοδύται).
Los atenienses enviaban una embajada (teoros) al festival. Se decía que la embajada utilizaba la misma nave sagrada que Teseo había usado para ir a Creta, y que se conservó en buen estado durante mucho tiempo. Los sacerdotes de Apolo decoraban la nave con hojas de laurel antes de zarpar, y se ofrecían sacrificios en Maratón, en Delio, para asegurarle un viaje favorable. Tras la llegada del barco ateniense a Delos, lo que pudo haber durado 30 días, Atenas fue purificada ritualmente y no se permitieron ejecuciones en la ciudad durante ese tiempo. Esto retrasó, entre otras cosas, la ejecución de Sócrates en el 399 a. C.
La celebración de Delia se desvaneció con el tiempo. Los atenienses recuperaron el antiguo festival en el 426 a. C. durante el Imperio ateniense, cuando Delos estaba bajo su control. Purificaron ritualmente toda la isla, restauraron las antiguas ceremonias y añadieron competiciones ecuestres a los juegos, que anteriormente no formaban parte de ellos. Después de esto, el festival fue presidido por un arquiteoros ateniense (ἀρχιθέωρος) y los atenienses supervisaron los santuarios de la isla, aunque los delianos continuaron costeando los coros y los sacrificios.

## Bibiliografía
- Enciclopedia moderna: diccionario universal. Francisco de P. Mellado. 1851